# 호보 위드 어 숏건
《호보 위드 어 숏건》(영어: Hobo with a Shotgun)은 캐나다와 미국에서 제작된 제이슨 아이즈너 감독의 2011년 액션 코미디 범죄 스릴러 영화이다. 륏허르 하우어르 등이 출연하였고, 롭 코터릴 등이 제작에 참여하였다.

## 출연진
- 륏허르 하우어르
- 몰리 던즈워스
- 브라이언 다우니
- 그레고리 스미스
- 닉 베이트먼
- 롭 웰스
- 제러미 애커먼
- 드루 오하라
- 파샤 에브라히미
- 조지 스트롬벌로펄러스

## 기타 제작진
- 협력 제작: 크리스 벨
- 배역: 디어드러 보언, 실라 레인
- 미술: 유언 딕슨
- 의상: 세라 던즈워스
- 몰드 제작: 그레이엄 치버스